# Région de Saxe

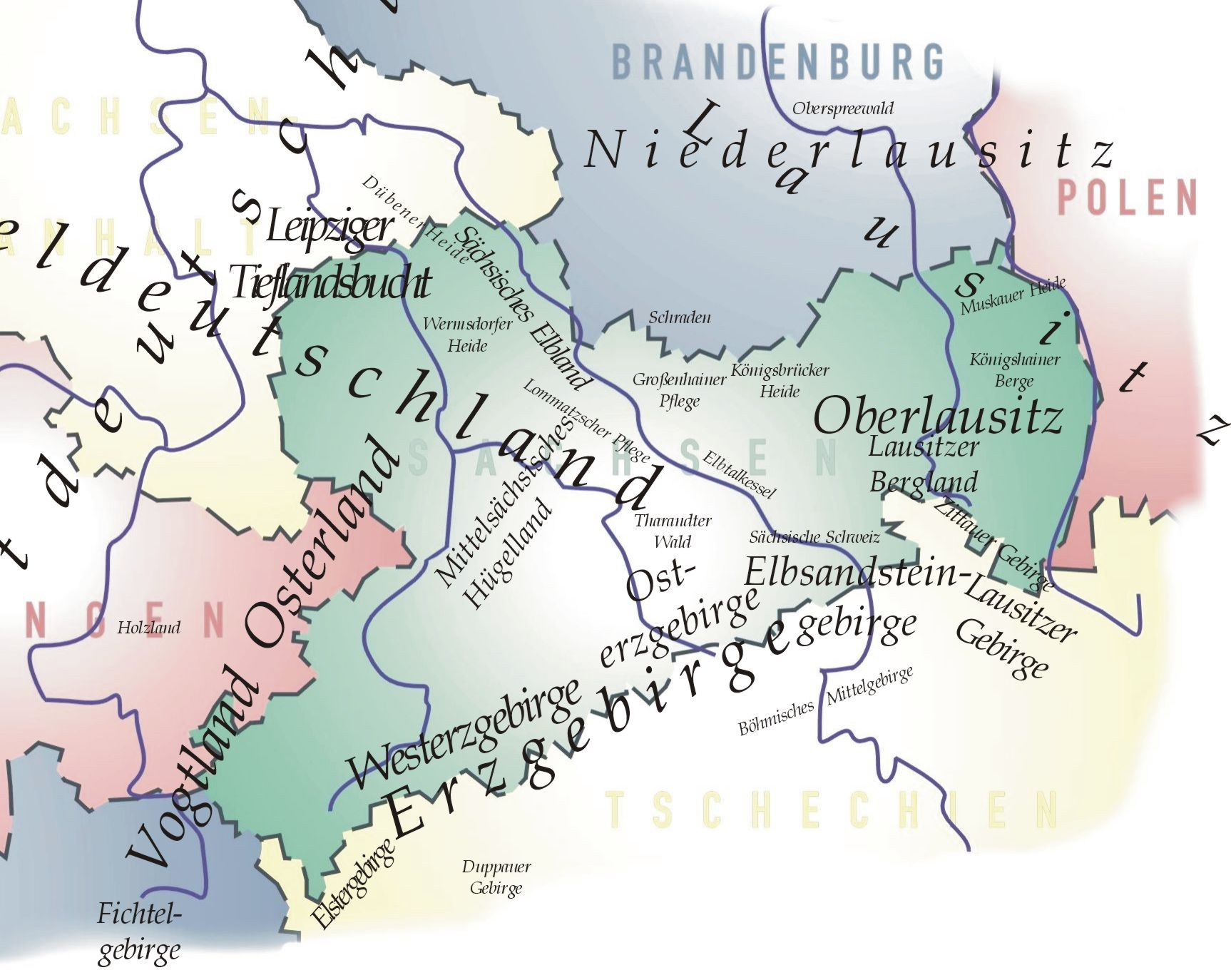
Carte de plusieurs des régions importantes de Saxe

Les régions de Saxe ne sont pas classifiées de manière uniforme ou standard puisque les noms communément utilisés représentent habituellement un mélange de régions historiques et de particularités géographiques. Plusieurs noms de régions bien connus tels que celui de la Lusace comprennent un mélange d'habitats naturels et de régions géologiques tandis que d'autres sont des noms assignés de manière scientifique seulement utilisés par les universités.

## Liste
La liste suivante répertorie les régions de Saxe en ordre alphabétique selon leurs noms en allemand avec une traduction en français sous forme d'un tableau triable. Elle comprend les noms communément utilisés ainsi que ceux qui sont seulement utilisés au niveau régional ou par les universités.
| Nom en allemand                    | Traduction en français                      |
| ---------------------------------- | ------------------------------------------- |
| Bahratal                           | Vallée de la Bahra                          |
| Bielatal                           | Vallée de la Biela                          |
| Dahlener Heide                     | Lande de Dippoldiswald                      |
| Dresdner Heide                     | Lande de Drese (en)                         |
| Dübener Heide                      | Lande de Düben (en)                         |
| Elbsandsteingebirge                | Montagnes gréseuses de l'Elbe               |
| Elbtalkessel ou Elbtalweitung      | Bassin de Dresde                            |
| Erzgebirge                         | Monts Métallifères                          |
| Erzgebirgsvorland                  | Promontoire des monts Métallifères (en)     |
| Flöhatal                           | Flöha                                       |
| Geyerscher Wald                    | Forêt de Geyersch                           |
| Gimmlitztal                        | Vallée de Gimmlitz                          |
| Großenhainer Pflege                | Großenhainer Pflege                         |
| Kirnitzschtal                      | Vallée de Kirnitzsch                        |
| Königsbrücker Heide                | Lande de Königsbrück                        |
| Königshainer Berge                 | Collines Königshain (en)                    |
| Lausitzer Bergland                 | Hauts plateaux de Lusace (en)               |
| Lausitzer Gebirge                  | Monts de Lusace                             |
| Laußnitzer Heide                   | Lande de Laußnitz                           |
| Leipziger Tieflandsbucht           | Bassin lipsien                              |
| Linkselbische Täler                | Vallées de l'Ouest de l'Elbe                |
| Lößnitz                            | Lößnitz                                     |
| Lommatzscher Pflege                | Lommatzscher Pflege                         |
| Meißner Hochland                   | Hautes-terres de Meissen                    |
| Mittelsächsisches Hügelland        | Collines du Centre de Saxe (en)             |
| Moritzburger Kleinkuppenlandschaft | District de Moritzburg Kleinkuppen District |
| Moritzburger Teichgebiet           | District du lac Moritzburg                  |
| Mothäuser Heide                    | Lande de Mothäus                            |
| Muskauer Heide)                    | Lande de Muskau                             |
| Natzschungtal                      | Vallée de Natzschung                        |
| Niederlausitz                      | Basse-Lusace                                |
| Nordsächsisches Heideland          | Bruyères du Nord de Saxe                    |
| Oberlausitz                        | Haute-Lusace                                |
| Ostelbien                          | Ostelbien                                   |
| Osterland                          | Osterland                                   |
| Osterzgebirge                      | Monts Métallifères occidentaux (en)         |
| Poisenwald                         | Poisenwald                                  |
| Rabenauer Grund                    | Rabenauer Grund                             |
| Reinhardtsgrimmaer Heide           | Lande de Reinhardtsgrimma                   |
| Sächsisches Elbland                | Elbeland saxon (en)                         |
| Sächsisches Hügelland              | Bassin lipsien                              |
| Sächsische Schweiz                 | Suisse saxonne                              |
| Schönfelder Hochland               | Hautes-terres de Schönfeld (en)             |
| Schraden                           | Schraden                                    |
| Schrammsteine                      | Schrammsteine (en)                          |
| Seifersdorfer Tal                  | Vallée de Seifersdorf                       |
| Spaargebirge                       | Monts Spaar                                 |
| Striegistal                        | Striegistal                                 |
| Südwestsachsen                     | Sud-Ouest de Saxe                           |
| Tharandter Wald                    | Forêt de Tharandt (en)                      |
| Vogtland                           | Vogtland                                    |
| Werdauer Wald                      | Forêt de Wedau                              |
| Wermsdorfer Forst                  | Forêt de Wermsdorf (en)                     |
| Westerzgebirge                     | Monts Métallifères occidentaux (en)         |
| Wildenfelser Zwischengebirge       | Monts Widenfels                             |
| Zeißigwald                         | Forêt de Zeißig                             |
| Zellwald                           | Forêt de Zell                               |
| Zittauer Gebirge                   | Monts de Zittau                             |

## Annexe